# Rechtbank

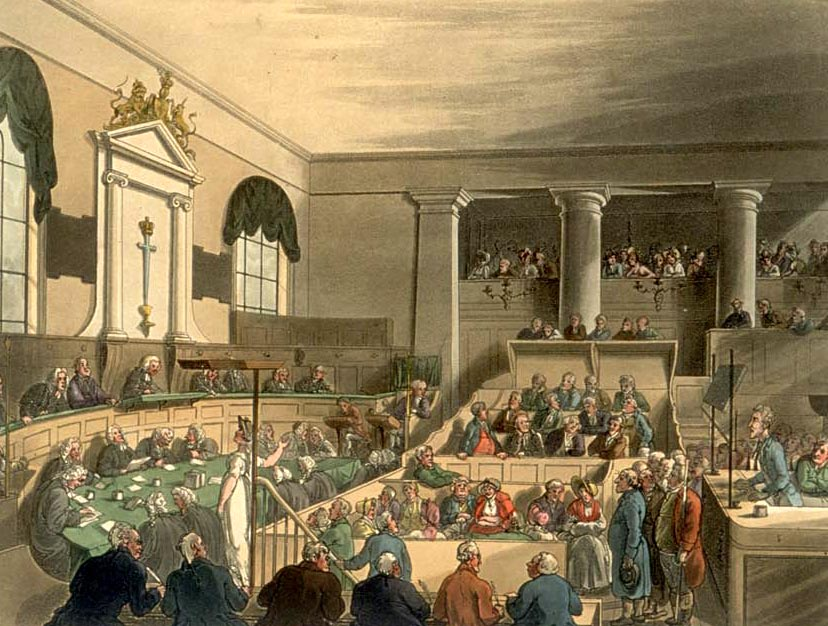
Een rechtszaak bij de Old Bailey.

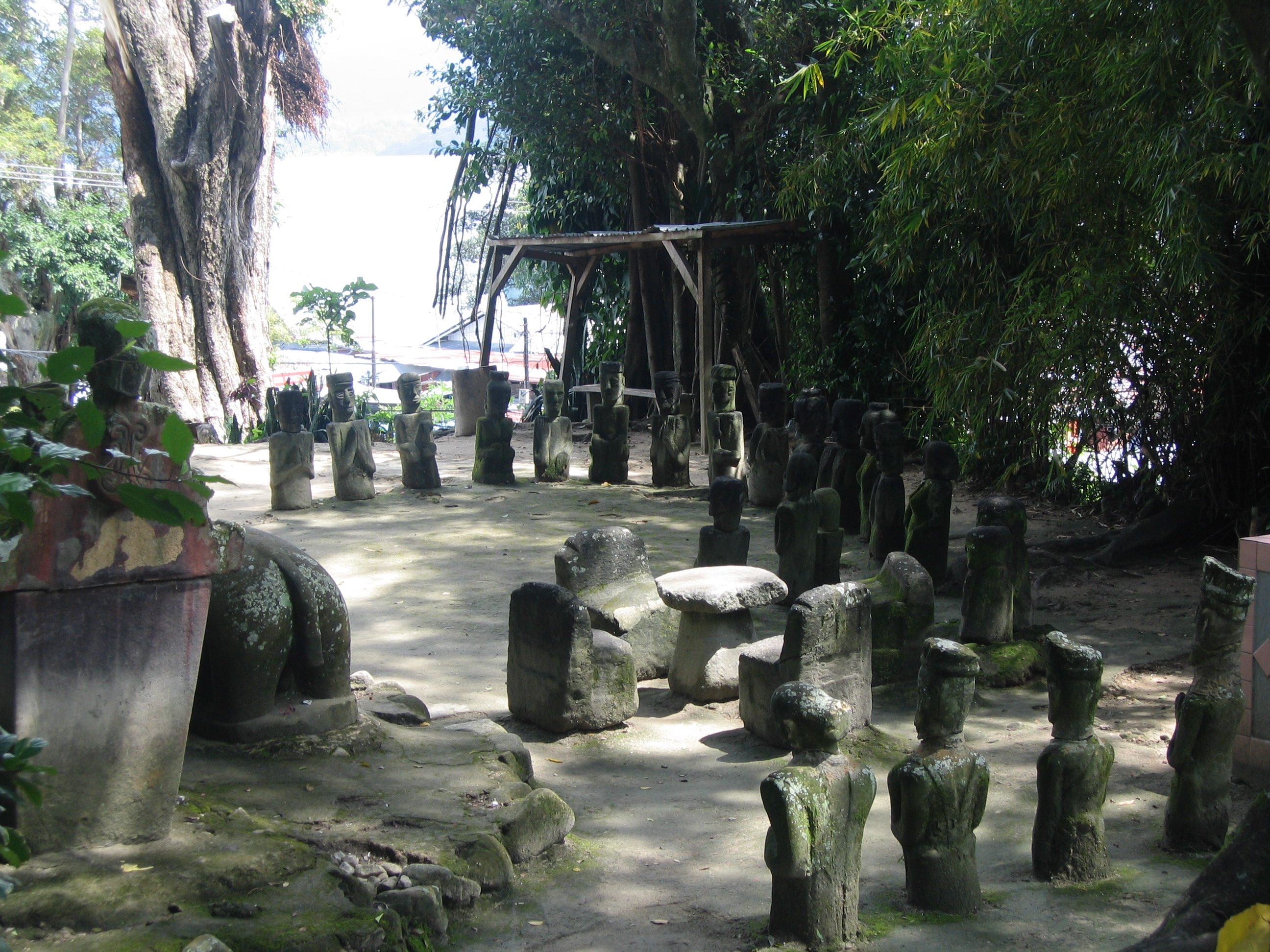
Rechtbank van de Batak

Een rechtbank is een officiële instantie die beslist over kwesties waarin burgers onenigheid hebben over datgene waar ze recht op hebben. 
Dat wil zeggen dat personen die vinden dat hen onrecht is aangedaan, zich tot een rechtbank kunnen wenden met het verzoek hun zaak te behandelen. Dit betekent dat de zaak aanhangig moet gemaakt worden, aangezien de rechter zelf geen zaak mag opstarten. Daarnaast kunnen aanklagers namens het volk of namens de overheid zich tot de rechtbank wenden om wetsovertreders te laten bestraffen.  
In een rechtbank zijn het de rechters die de zaak beoordelen en er een beslissing over nemen. Als men het niet met die beslissing eens is, kan men in bepaalde gevallen in hoger beroep gaan. Dat wil zeggen, dat men de zaak aan een hogere rechtbank voorlegt, die de beslissing van de lagere rechter kan hervormen of bevestigen. Let bij sommige beslissingen is enkel cassatieberoep mogelijk.  
Rechtbanken zijn een onderdeel van de rechterlijke macht van een land. Volgens de principes van de trias politica is de rechterlijke macht onafhankelijk van de uitvoerende macht (in handen van de regering) en de wetgevende macht (het parlement).   

## België
Soorten rechtbanken zijn:
- Vredegerecht (162 in België)
- Politierechtbank (15 in België)
- Arbeidsrechtbank (9 in België)
- Ondernemingsrechtbank (9 in België)
- Rechtbank van eerste aanleg (13 in België met uitzondering van de strafuitvoeringsrechtbank! Hier zijn er maar 5 van) --> Burgerlijke rechtbank, correctionele rechtbank, familierechtbank, jeugdrechtbank en de strafuitvoeringsrechtbank.